# اندیس گردنه چومان
گردنه چومان یک اندیس غیرفلزی است که در حوالی شهر نقده استان آذربایجان غربی قرار دارد و مادهٔ معدنی موجود در آن، پودر آهک است. و دیرینگی آن به دوران آهک تخریبی و آ ندزیت می‌رسد. 